# Горох Сергій Михайлович
Сергій Михайлович Горох (нар. 26 лютого 1969, Ізяслав, Хмельницька область, УРСР) — український футболіст, півзахисник та нападник.

## Життєпис
Народився в місті Ізяслав Хмельницької області. Вихованець ізяславської ДЮСШ, перші тренери — В.М. Панчішний та Ю.П. Завгородній. Згодом продовжив навчання в львівській ОШІСП. Дорослу футбольну кар'єру розпочав 1986 року в охтриському «Нафтовику», який виступав у Другій лізі СРСР. У команді провів два сезони. З 1989 по 1990 рік проходив військову службу в севастопольському СК КЧФ. У 1990 році повернувся до «Нафтовика», який виступав на той час вже в Другій нижчій лізі СРСР. Після здобуття Україною незалежності «Нафтовик» отримав місце у новоствореній Вищій лізі України. У кубку України дебютував 16 лютого 1992 року в переможному (2:0) виїзному поєдинку 1/32 фіналу проти дрогобицької «Галичини». Сергій вийшов на поле в стартовому складі та відіграв увесь матч. У вищому дивізіоні українського чемпіонату дебютував 7 березня 1992 року в переможному (1:0) виїзному поєдинку 1-го туру підгрупи 2 проти одеського СКА. Горох вийшов на поле в стартовому складі та відіграв увесь матч. Єдиним голом у вищій лізі України відзначився 14 червня 1992 року на 64-й хвилині переможного (3:1) домашнього поєдинку 19-го туру підгрупи 2 Другої ліги України проти одеського СКА. Сергій вийшов на поле на 55-й хвилині замість Віктора Яічника. В еліті українського футболу зіграв 8 матчів та відзначився 1-м голом, але охтирчаниза підсумками сезону понизилися в класі. Наступний сезон «Нафтовик» розпочав у Першій лізі України, в першій частині якого Сергій Горох продовжував виступати. У сезоні 1994/95 років грав за охтирський «Нафтовик-2» в аматорському чемпіонаті України. Наступний сезон також розпочав у вище вказаному турнірі, але захищав кольори пархомівського «Кристалу», у футболці якого також провів 1 поєдинок у кубку України.
Навесні 1996 року перебрався до «Явора». У футболці краснопільського клубу дебютував 3 березня 1996 року в переможному (2:0) домашньому поєдинку 1/16 фіналу кубку України проти луганської «Зорі-МАЛСу». Горох вийшов на поле на 46-й хвилині замість Сергія Листопадова, а на 75-й хвилині отримав жовту картку. У Першій лізі України дебютував 3 квітня 1996 року в нічийному (0:0) виїзному поєдинку 24-го туру проти охтирського «Нафтовика». Сергій вийшов на поле в стартовому складі, а на 46-й хвилині його замінив Сергій Листопадов. Першим голом за «Явір» відзначився 11 квітня 1996 року на 86-й хвилині нічийного (1:1) домашнього поєдинку 26-го туру Першої ліги України проти житомирського «Хіміка». Горох вийшов на поле в стратовому складі та відіграв увесь матч. У команді відіграв півтора сезони, за цей час у Першій лізі України зіграв 45 матчів (2 голи), ще 4 поєдинки зіграв у кубку України.
У липні 1997 року став гравцем «Слов'янця». У футболці контопського клубу дебютував 14 липня 1997 року в програному (0:1) виїзному поєдинку 1/256 фіналу кубку України проти бахмацького «Аверса». Сергій вийшов на поле в стартовому складі та відіграв увесь матч. У Другій лізі України дебютував за «Слов'янець» 31 липня 1997 року в програному (0:3) виїзному поєдинку 1-го туру групи «В» проти стахановського «Шахтаря». Горох вийшов на поле в стартовому складі та відіграв увесь матч. Першим голом за конотопський клуб відзначився 4 жовтня 1997 року на 21-й хвилині нічийного (2:2) виїзного поєдинку 13-го туру групи «В» проти павлоградського «Гірника». Сергій вийшов на поле в стартовому складі та відіграв увесь матч. У першій половині сезону 1997/98 років став основним гравцем, але після зимової перерви втративсвоє місце в команді. За підсумками сезону зіграв 20 матчів (2 голи) у Другій лізі України та 1 поєдинок у кубку України.
Наприкінці кар'єри грав на аматорському рівні за «Нафтовик-2» (Охтрика), а по її завершенні став директором ДЮСШ «Нафтовик» (Охтрика). Згодом працював у тренерському штабі «Тростянця».